# Samfundet for dansk genealogi og Personalhistorie
Samfundet for dansk genealogi og Personalhistorie er en dansk forening for personalhistorie og slægtsforskning.

## Historie
Samfundet blev oprettet 22. november 1879 med navnet Samfundet for dansk-norsk genealogi og Personalhistorie, i 1926 blev en selvstændig norsk forening oprettet, og navnet blev ændret til det nuværende.
Samfundet har siden 1880 udgivet tidsskriftet Personalhistorisk tidsskrift. Derudover har det udgivet en række enkeltstående skrifter, såsom Latinskolens religionslærere 1853-1903, Lærere ved Københavns Universitet 1537-1977 og Kraks Blå Bog, Register 1910-1988.

## Formænd
- 1879-1885: Kabinetssekretær J.P. Trap
- 1885-1901: Amtmand M.H. Rosenørn
- 1901-1903: Rigsarkivar C.F. Bricka
- 1904-1917: Arkivar A. Thiset
- 1917-1948: Kgl. ordenshistoriograf, dr. phil. Louis Bobé
- 1949-1957: Kgl. ordenshistoriograf. overarkivar, dr. theol. Bjørn Kornerup
- 1958-1966: Administrator Albert Fabritius
- 1966-1979: Afdelingsbibliotekar Svend Houmøller
- 1979-1980: Fungerende formand Ekspeditionssekretær Finn H. Blædel
- 1980-1993: Landsarkivar, cand. mag. Hans H. Worsøe
- 1993-2002: Espeditionssekretær Finn Andersen
- 2002-2012: Arkivsekretær Birgit Flemming Larsen
- 2012-2016: Cand. mag. Tommy P. Christensen
- 2016-: Arkivar, cand.mag. Michael Dupont

## Æresmedaljen
Ved samfundets 100-års jubilæum i 1979 indstiftedes Samfundet for dansk genealogi og Personalhistories æresmedalje som gives til personer der har udført "en bemærkelsesværdig personalhistorisk indsats inden for forskning, litterær virksomhed eller organisationsarbejde."

### Modtagere
- Ekspeditionssekretær Finn H. Blædel (1979)
- Politiassistent Poul Rugaard Porse (1979)
- Læge Mogens Seidelin (1980)
- Kommunaldirektør, cand. polit. Gregers Hansen (1982)[1]
- Landsarkivar Hans H. Worsøe (1999)[2]
- Mag. art. Knud Prange (2004)[3]
- Webredaktør, mag. art. Charlotte S. H. Jensen (2004)